# キング・イヤウケア
キング・イヤウケア（"King" Curtis Iaukea、本名：Curtis Piehau Iaukea III、1937年9月15日 - 2010年12月4日）は、アメリカ合衆国のプロレスラー。ハワイ州ホノルル出身。キャリア初期は、プリンス・イヤウケア（Prince Iaukea）を名乗っていた。
日本では「流血大王」「ハワイの巨象」などの異名を持ち、巨漢のラフ&パワーファイターとして活躍した。息子のロッキー・イヤウケアもプロレスラーだった。

## 来歴
カメハメハ王朝の血筋を引く家系の出自で、父は長らくホノルル警察署長を務め、自身はカリフォルニア大学時代にアメリカンフットボールで活躍した。
1958年、のちにPWFの初代会長になるロード・ジェームズ・ブレアースのスカウトで22歳でプロレス入り。1960年10月には日本プロレスに初来日。リッキー・ワルドーとテキサス・マッケンジーをパートナーに力道山&豊登のアジアタッグ王座に連続挑戦した後、11月16日に東京都体育館にて力道山の持つインターナショナル・ヘビー級王座に挑戦した。
1960年代は地元のハワイを主戦場に活動し、1962年6月6日にニック・ボックウィンクルからハワイ版のNWA USヘビー級王座を奪取。以降1967年にかけて、ビリー・ホワイト・ウルフ、ディック・ザ・ブルーザー、ルーサー・リンゼイ、ハードボイルド・ハガティ、ジョニー・バレンドらを破り、同王座を6回に渡って獲得した。
アメリカ合衆国本土では1966年1月よりWWWFに進出。ニューヨーク、ボルティモア、ピッツバーグ、ワシントンDCなど、東部各地でブルーノ・サンマルチノのWWWF世界ヘビー級王座に再三挑戦した。1968年7月4日にはサンフランシスコにて、ベアキャット・ライトからアメリカン・レスリング・アライアンス認定のUSヘビー級王座を奪取。翌1969年5月10日にも同所でレイ・スティーブンスを破り、NWAの管理下となった同王座を獲得した。本拠地のハワイでは9月24日、ペドロ・モラレスからNWA北米ヘビー級王座を奪取している。
1969年下期から1971年にかけてはオーストラリア（ジム・バーネット主宰のワールド・チャンピオンシップ・レスリング）でも活躍し、ビル・ロビンソン、ドミニク・デヌーチ、スタン・スタージャックらを下してフラッグシップ・タイトルのIWA世界ヘビー級王座を再三獲得。IWA世界タッグ王座も、1969年12月にバディ・オースチンと組んでスパイロス・アリオン&マリオ・ミラノから奪取、後に全日本プロレスでも共闘したマーク・ルーインとのコンビでも、1971年4月にキラー・コワルスキー&ボブ・ブラウン、同年6月にミスター・フジ&タイガー・ジェット・シンを破り獲得している。
その間、日本には1970年までに日本プロレスに計4度の来日を果たし、1968年の来日時には1月7日に大阪府立体育館にてジャイアント馬場のインターナショナル・ヘビー級王座に挑戦。1970年の来日時は3月7日にフリッツ・フォン・エリックと組み、台東区体育館にて馬場&アントニオ猪木のBI砲が保持していたインターナショナル・タッグ王座に挑戦している。1972年1月には国際プロレスに来日し、1月27日に横浜文化体育館にて、ストロング小林のIWA世界ヘビー級王座に同選手権試合では初の金網デスマッチで挑戦。翌28日には大田区体育館にて、サンダー杉山&ラッシャー木村のIWA世界タッグ王座にダン・ミラーとのコンビで挑戦した。
国際プロレス参戦後はWWWFに再登場して、1972年2月1日にフィラデルフィアでバロン・シクルナと組んでカール・ゴッチ&レネ・グレイからWWWF世界タッグ王座を奪取。以後、ゴリラ・モンスーン&チーフ・ジェイ・ストロンボー、モラレス&ビクター・リベラなどのチームを相手に防衛戦を行い、5月22日にストロンボー&ソニー・キングに敗れるまで戴冠した。シングルでも、モラレスが保持していたWWWFヘビー級王座に再三挑戦している。
1973年3月には全日本プロレスの『チャンピオン・カーニバル』第1回大会にPWF太平洋岸ヘビー級王者の触れ込みで初参戦、その後は全日本プロレスを日本での主戦場とする。チャンピオン・カーニバルには再三出場しており、1976年の第4回大会と1978年の第6回大会ではアブドーラ・ザ・ブッチャーとの公式リーグ戦も行われた。正月の新春シリーズへの参加も多く、早めに来日してレフェリー兼外国人係のジョー樋口の家で御節料理を食べるのを楽しみにしていたという。タッグでは「殺人アパッチ」ブル・ラモスとの巨漢コンビで活躍。イヤウケアがハワイ王朝、ラモスがインディアンの酋長の末裔という設定から、両者のチームはザ・タイクーンズ（The Tycoons）と命名され、1978年1月には大木金太郎&キム・ドクのインターナショナル・タッグ王座に2回挑戦している。
最後の日本マット参戦となった1979年の新春シリーズでは、1月3日に後楽園ホールにてバロン・フォン・ラシクと組み、馬場&ジャンボ鶴田のインターナショナル・タッグ王座に挑戦。同シリーズにはブルーザー・ブロディが初来日しており、イヤウケアとも度々タッグを組んだ。ブロディが大声を張り上げて客席を蹴散らしながら入場するパフォーマンスは、イヤウケアの影響を強く受けたという。また、盟友ルーインと同様にリングのロープを止める金具を緩める撹乱行為を得意とし、3本勝負の試合が主流であった1970年代の全日本マットでは、1本目が終了した頃にはロープが緩々になっていた。
帰国後はエディ・グラハムが主宰していたフロリダ地区で活動し、キラー・カール・コックス、キラー・カーン、ジョー・ルダック、ドン・ムラコらと共闘してダスティ・ローデスやジャック・ブリスコと抗争。1979年5月28日にはジム・ガービンからフロリダ版のNWA南部ヘビー級王座を奪取したが、サーキット中に足の傷が細菌感染を起こして敗血症を患い、下半身麻痺から現役を退くこととなった。
その後、1986年にマネージャーとしてプロレス界に復帰。WWFではザ・ウィザード（The Wizard）を名乗ってカマラやシカといった野獣系の怪奇派レスラーをコントロールした。1990年代はWCWにてケビン・サリバンの「父親」としてダンジョン・オブ・ドゥーム（The Dungeon of Doom）なる妖怪軍団を結成。配下にはカマラ、ミング、ザ・シャーク、ザ・ゾディアック、ザ・ジャイアントなどがいた。その間、1989年7月16日にはブロディ・メモリアルナイトのスペシャルゲストとして久々の来日を果たしている。
1990年代後半にプロレスリング・ビジネスから離れてハワイに戻り、引退後にワイキキで営んでいた貸しボート業に専念した。なお、太陽ケアはイヤウケアの知り合いで、イヤウケアにロード・ブレアースを紹介されて日本でプロレスラーになることになったという。
2010年12月4日、73歳で死去。

## 得意技
- フライング・ソーセージ
- オーバーヘッド・チョップ
- ショルダー・クロー

## 獲得タイトル
NWAミッドパシフィック・プロモーションズ
- NWAハワイ・ヘビー王座：4回[25]
- NWAハワイ・タッグ王座：7回（w / トシ・トーゴー、カウボーイ・キャシディ、ミスター・フジワラ、リッパー・コリンズ×4）[26]
- NWA USヘビー級王座（ハワイ版）：6回[8]
- NWA北米ヘビー級王座（ハワイ版）：2回[12]

アメリカン・レスリング・アライアンス / NWAサンフランシスコ
- NWA USヘビー級王座（サンフランシスコ版）：2回[11]

チャンピオンシップ・レスリング・フロム・フロリダ
- NWAフロリダ・ヘビー級王座：2回[27]
- NWA南部ヘビー級王座（フロリダ版）：1回[23]

NWAウエスタン・ステーツ・スポーツ
- NWAウエスタン・ステーツ・ヘビー級王座：1回

パシフィック・ノースウエスト・レスリング
- NWAパシフィック・ノースウエスト・ヘビー級王座：1回
- NWAパシフィック・ノースウエスト・タッグ王座：1回（w / ハル佐々木）

オールスター・プロレスリング
- NWA英連邦ヘビー級王座：1回[28]

ワールド・チャンピオンシップ・レスリング
- IWA世界ヘビー級王座（オーストラリア版）：4回[13]
- IWA世界タッグ王座（オーストラリア版）：3回（w / バディ・オースチン、マーク・ルーイン×2）[14]

ワールド・ワイド・レスリング・フェデレーション
- WWWF世界タッグ王座：1回（w / バロン・ミケル・シクルナ）[19]

スタンピード・レスリング
- スタンピード北米ヘビー級王座：1回[29]

## 脚註
1. 1 2  “Curtis Iaukea”.   Wrestlingdata.com. 2020年7月5日閲覧。
2. ↑  “Rocky Iaukea”.   Wrestlingdata.com. 2013年12月22日閲覧。
3. 1 2 3 4 5  『全日本プロレス 来日外国人選手 PERFECTカタログ』P10（2002年、日本スポーツ出版社）
4. 1 2 3 4  “Curtis Iaukea”.   Online World of Wrestling. 2013年9月9日閲覧。
5. 1 2 3  “猪木と昔話に花を咲かせる "ハワイの巨象" イヤウケア 超獣ブロディの師匠だった!”.  東スポWEB (2023年10月1日). 2024年10月14日閲覧。
6. ↑  “JPWA 1960 International Competition of the Fall”.   Puroresu.com. 2024年10月14日閲覧。
7. 1 2 3  『1945-1985 激動のスポーツ40年史 (6) プロレス 秘蔵写真で綴る激動史』P153-154（1986年、ベースボール・マガジン社）
8. 1 2 3  “NWA United States Heavyweight Title [Hawaii]”.   Wrestling-titles.com. 2013年9月9日閲覧。
9. ↑  “The WWE matches fought by Curtis Iaukea in 1966”.   Wrestlingdata.com. 2024年10月14日閲覧。
10. ↑  “WWE Yearly Results 1966”.   The History of WWE. 2014年12月21日閲覧。
11. 1 2 3  “United States Heavyweight Title”.   Wrestling-Titles.com. 2013年7月31日閲覧。
12. 1 2  “NWA North American Heavyweight Title [Hawaii]”.   Wrestling-titles.com. 2013年9月9日閲覧。
13. 1 2  “IWA World Heavyweight Title [Australia]”.   Wrestling-Titles.com. 2013年7月31日閲覧。
14. 1 2  “IWA World Tag Team Title [Australia]”.   Wrestling-Titles.com. 2013年9月9日閲覧。
15. ↑  “JPWA 1968 New Year Champion Series”.   Puroresu.com. 2024年10月14日閲覧。
16. ↑  “JPWA 1970 Dynamic Series & Iron Claw Series”.   Puroresu.com. 2024年10月14日閲覧。
17. 1 2  “IWE 1972 New Year Pioneer Series”.   Puroresu.com. 2024年10月14日閲覧。
18. 1 2  “The IWE matches fought by Curtis Iaukea in 1972”.   Wrestlingdata.com. 2014年12月21日閲覧。
19. 1 2  “History of the WWE World Tag Team Championship”.   WWE.com. 2013年7月31日閲覧。
20. 1 2  “WWE Yearly Results 1972”.   The History of WWE. 2013年9月9日閲覧。
21. 1 2 3 4  “Curtis Iaukea: Matches”.   Cagematch.net. 2014年12月21日閲覧。
22. ↑  “The CWF matches fought by Curtis Iaukea in 1979”.   Wrestlingdata.com. 2013年9月9日閲覧。
23. 1 2  “NWA Southern Heavyweight Title [Florida]”.   Wrestling-Titles.com. 2013年7月31日閲覧。
24. ↑  “Former pro wrestler Iaukea dies at age 73”.   Honolulu Star-Advertiser (2010年12月5日). 2014年12月21日閲覧。
25. ↑  “NWA Hawaii Heavyweight Title”.   Wrestling-Titles.com. 2013年9月9日閲覧。
26. ↑  “NWA Hawaii Tag Team Title”.   Wrestling-Titles.com. 2013年7月31日閲覧。
27. ↑  “NWA Florida Heavyweight Title”.   Wrestling-Titles.com. 2015年3月6日閲覧。
28. ↑  “NWA British Empire/Commonwealth Heavyweight Title”.   Wrestling-Titles.com. 2023年3月28日閲覧。
29. ↑  “Stampede Wrestling North American Heavyweight Title”.   Wrestling-Titles.com. 2025年3月14日閲覧。